# Prinsbisdom Cammin
Kammin of Cammin (Pools: Kamień Pomorski) was een tot de Opper-Saksische Kreits behorend prinsbisdom, later vorstendom binnen het Heilige Roomse Rijk.

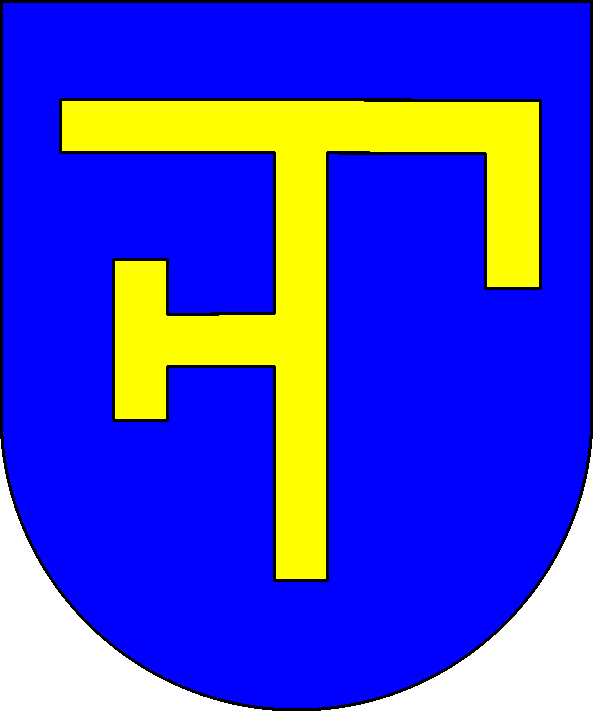
bisdom Kammin
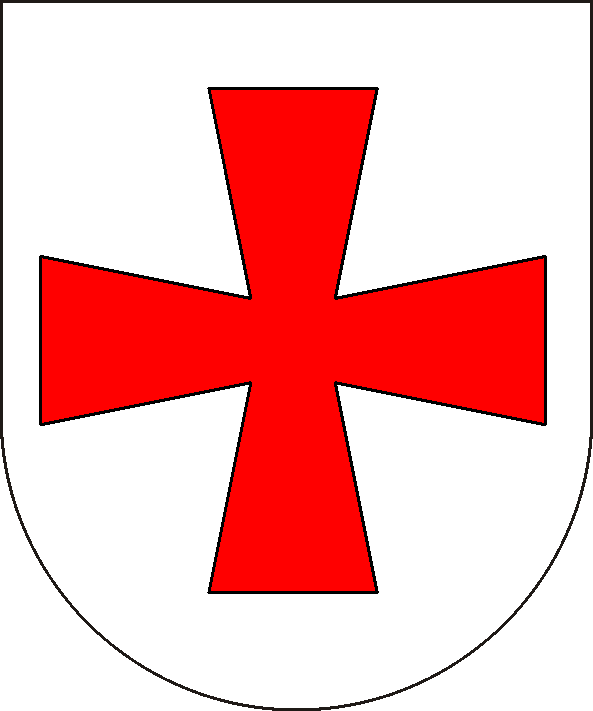
bisdom Kammin
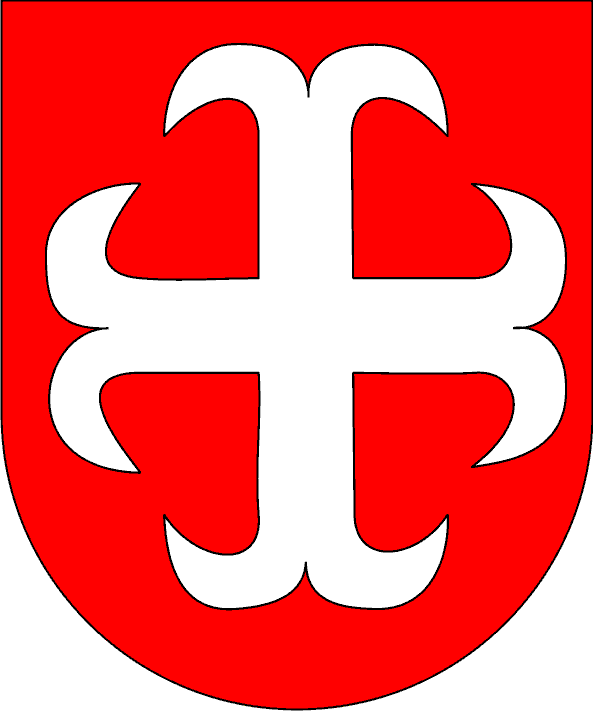
vorstendom Kammin

Omstreeks 1176 werd te Kammin een dom gebouwd en de sinds 1148 in Wollin zetelende bisschop kwam naar Kammin. Het bisdom was niet bij een kerkprovincie ingedeeld, maar stond direct onder de paus. In 1255 verlegde de bisschop zijn residentie naar Kolberg en het bestuur van het prinsbisdom naar Köslin.
In 1276 werd de bisschop gedwongen het land Lippehne en Schiltberg aan het keurvorstendom Brandenburg te verkopen. Het prinsbisdom bestond uit gebieden rond Kolberg, Köslin en Bublitz.
Sinds de dertiende eeuw maakte het hertogdom Pommeren deel uit van het Heilige Roomse Rijk. Het bisdom werd daar als rijksvrij beschouwd. De verdragen met Pommeren van 1356, 1387 en 1436 maakten vrijwel een einde aan de zelfstandigheid. In 1542 werd de rijksonmiddellijke status van de bisschoppen bevestigd.
Na de invoering van de Reformatie in 1530 functioneerden er tot 1556 protestantse titulaire bisschoppen. Daarna was het bisdom de facto een secundogenituur van het hertogdom Pommeren.
In paragraaf 5 van artikel 11 van de Vrede van Osnabrück in 1648 werd het bisdom Kammin als rijksleen aan het keurvorstendom Brandenburg toegewezen. Verder mocht Brandeburg het bisdom inlijven bij het hertogdom Achter-Pommeren.
Het protestantse domkapittel werd in 1810 opgeheven.

## Regenten
- 1140-1160: Adalbert
- 1160-1186: Koenraad I
- 1186-1191: Siegfried I
- 1191-1219: Siegwin
- 1219-1223: Koenraad II
- 1223-1241: Koenraad III van Salzwedel
- 1244-1251: Willem
- 1251-1288: Herman van Gleichen
- 1289-1293: Jaromir van Rügen
- 1294-1296: Wizlaw
- 1296-1299: Petrus
- 1302-1317: Hendrik van Wachholz
- 1317-1324: Koenraad IV
- 1324-1330: Arnold van Eltz
- 1330-1343: Frederik van Eichstätt
- 1343-1370: Johan I van Saksen-Lauenburg
- 1370-1385: Philipp van Rehberg
- 1385-1386: Johannes Willekini
- 1386-1394: Johannes Brunonis
- 1394-1398: Johan II van Oppeln
- 1398-1410: Nikolaas Bock, genaamd Schippenbeil
- 1398-1410: Nikolaas (tegenbisschop onder Rome)
- 1410-1424: Magnus van Saksen-Lauenburg (1424-1452: bisschop van Hildesheim)
- 1415-1418: Johan van Gudensberg (tegenbisschop onder Rome)
- 1424-1446: Siegfried II van Bock (Buch)
- 1446-1468: Henning Iwen
- 1469-1469: Henning Kossebade
- 1471-1478: Nikolaas van Thüngen
- 1472-1480: Lodewijk van Eberstein
- 1478-1482: Marinus van Fregeno
- 1486-1488: Nikolaas Westphal (katholiek administrator)
- 1482-1485: Angelus, bisschop van Sessa
- 1485-1498: Benediktus van Waldstein
- 1498-1521: Martin Carith
- 1521-1544: Erasmus van Manteuffel (laatste katholieke bisschop)
- 1544-1549: Bartholmäus Swawe (evangelisch administrator)
- 1549-1556: Martin II van Weiher
- 1556-1574: Johan Frederik van Pommeren (1569-1600: hertog van Pommeren-Stettin)
- 1574-1602: Kasimir VII van Pommeren
- 1602-1618: Frans van Pommeren (1618-1620: hertog van Pommeren)
- 1618-1622: Ulrich van Pommeren
- 1623-1637: Bogislaw XIV van Pommeren (1620-1637: hertog van Pommeren)
- 1637-1650: Ernst Bogislaw van Croÿ